# Хималајски мрмот
Хималајски мрмот (лат. Marmota himalayana) је сисар из реда глодара и породице веверица (Sciuridae). 

## Распрострањеност и станиште
Врста је присутна у Индији, Кини, Непалу и Пакистану. Хималајски мрмот има станиште на копну.

## Угроженост
Ова врста није угрожена, и наведена је као последња брига јер има широко распрострањење.

### Популациони тренд
Популациони тренд је за ову врсту непознат.